# Krążowniki pancerne typu Amiral Charner
Krążowniki typu Amiral Charner – seria czterech francuskich krążowników pancernych z końca XIX wieku i I wojny światowej, nazwana tak od pierwszego okrętu serii.

## Historia
Okręty typu Amiral Charner stanowiły drugi typ francuskich krążowników pancernych, po pojedynczym awangardowym okręcie "Dupuy de Lôme", który po raz pierwszy wprowadził koncepcję krążownika pancernego o rozległym opancerzeniu, lepiej dostosowanego do zwalczania żeglugi i walki z krążownikami wroga. W tym okresie jednak we Francji dochodziło do częstych zmian rządów i ministrów marynarki oraz do ścierania się różnych koncepcji floty, więc nie zamówiono dalszych okrętów tego typu, uznając je za zbyt drogie. Zdecydowano natomiast w ramach programu na 1889 rok zamówić znacznie mniejsze i tańsze okręty, jednak możliwie silne i zachowujące główne zalety "Dupuy de Lôme" (w założeniach miały kosztować poniżej 7 mln franków). 1 kwietnia 1889 minister marynarki wybrał do realizacji projekt inż. Thibaudier z państwowego Arsenału Marynarki w Rochefort. W 1889 zamówiono budowę pierwszego okrętu w państwowym Arsenale w Rochefort i dwóch dalszych w stoczniach prywatnych, a w 1890 jeszcze jednego ("Bruix") w Arsenale w Rochefort.
Nowe okręty były o 1/4 mniejsze od "Dupuy de Lôme", stanowiąc jedne z mniejszych krążowników pancernych w ogóle. Zachowały jednak podobną architekturę i cechy konstrukcyjne, jak przede wszystkim dziób w formie pługa, dwa szeroko rozstawione kominy, charakterystyczne maszty bojowe oraz rozmieszczenie artylerii. Takie samo było uzbrojenie główne, z dwóch dział 194 mm. Zmniejszono kaliber artylerii średniej ze 164 mm do 138 mm, lecz częściowo rekompensowała to większa szybkostrzelność. Koszt budowy okrętów wynosił 9,2–9,7 milionów franków (ok. 353.000 dolarów). Kolejnym typem francuskiego krążownika pancernego był "Pothuau".

## Okręty
| Nazwa             | Położenie stępki, stocznia | Wodowanie    | Wejście do służby | Los                       |
| ----------------- | -------------------------- | ------------ | ----------------- | ------------------------- |
| Amiral Charner    | 15. 06. 1889, Rochefort    | 18. 03. 1893 | 1895              | zatopiony 08. 02. 1916    |
| Latouche-Tréville | 26. 04. 1890, Hawr         | 05. 11. 1892 | 14. 05. 1895      | wycofany 1920, złom. 1926 |
| Chanzy            | ?. 01. 1890, Bordeaux      | 24. 01. 1894 | 1895              | zatonął 30. 05. 1907      |
| Bruix             | 09. 11. 1891, Rochefort    | 02. 08. 1894 | maj 1896          | wycofany 1920             |

Stocznie:
- Arsenal de Rochefort(inne języki), Rochefort
- Société Nouvelle des Forges et Chantiers de la Méditerranée(inne języki), Hawr
- Chantiers et Ateliers de la Gironde, Bordeaux

## Opis

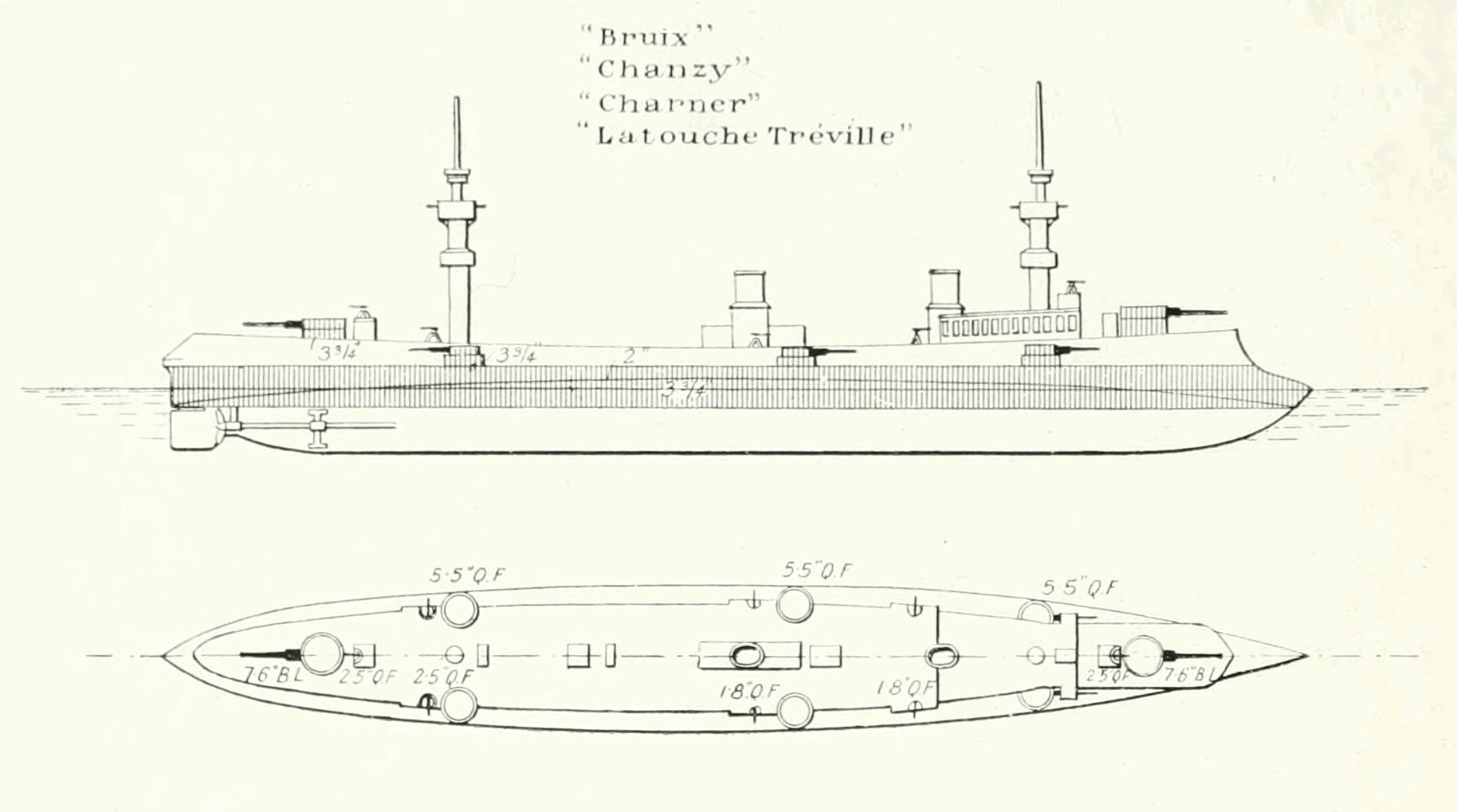
Uproszczony schemat opancerzenia i uzbrojenia

Główną cechą wyróżniającą wygląd krążowników typu Amiral Charner, jak i wcześniejszego krążownika pancernego „Dupuy de Lôme” oraz francuskich krążowników pancernopokładowych tego okresu, był długi, łukowato schodzący do wody dziób w formie pługa, z taranową dziobnicą. Okręty miały gładkopokładowy kadłub (inaczej, niż „Dupuy de Lôme”), o  nietypowej formie. Burty, lekko nachylone do środka, były ciągłe od dna do poziomu górnego pokładu (wysokość 2,55 m od linii wodnej na śródokręciu). Powyżej tego poziomu burty miały uskok, na całej długości okrętu, tworząc „półkę”, na której umieszczone były burtowe wieże dział 138 mm. W literaturze część kadłuba od uskoku burt w górę bywa określana jako nadbudówka, a jej pokład, węższy od szerokości kadłuba – jako spardek (tak też nazwany na oryginalnych planach). Niemniej, ta część kadłuba, ciągnąca się na całą jego długość, wchodziła na stoczniowych planach w wykres jego linii teoretycznych. Kadłub dzielił się na 15 głównych poprzecznych przedziałów wodoszczelnych, podzielonych na mniejsze podłużne. Posiadał jedynie trzy ciągłe pokłady: pancerny, górny i spardek.
Na spardeku bardzo blisko dziobu była umieszczona wieża artylerii głównej 194 mm. Za nią była niska nadbudówka dziobowa – niewielka na „Latouche-Treville” i „Chanzy”, a na całą szerokość spardeku i sięgająca dalej do przodu, tuż za wieżą na „Amiral Charner” i „Bruix”. Nad jej przednią częścią była opancerzona wieża dowodzenia z niewielkim pomostem nawigacyjnym i dalej ciężki rurowy maszt i pierwszy komin. Drugi komin umieszczony był około środka długości okrętu. W części rufowej znajdował się na pokładzie maszt rufowy (później także mała nadbudówka rufowa) i druga wieża działa 194 mm. Artyleria średnia  umieszczona była nietypowo, w sześciu cylindrycznych wieżach, częściowo schowanych w burty, po trzy na każdej z burt, na bocznych występach pokładu głównego. Początkowo okręty miały dwa ciężkie charakterystyczne rurowe maszty bojowe (1,7 m średnicy) z masywnymi cylindrycznymi platformami dla lekkich działek, platformami obserwacyjnymi poniżej i platformami dla reflektorów na szczycie. Przed I wojną światową zostały one zastąpione przez lżejsze maszty palowe. Krążowniki wyposażone były w 6 reflektorów średnicy 60 cm. Początkowo dwa były umieszczone na burtach na samym dziobie, na niewielkich sponsonach pod pokładem, lecz przeniesiono je stamtąd na pokład, likwidując sponsony z uwagi na przeciekanie. Dwa reflektory były umieszczone podobnie w burtowych sponsonach na samej rufie i po jednym na górnej platformie masztów bojowych. Okręty były wyposażone w dwa kutry parowe - 10-metrowy i 8,85-metrowy i 8 różnej wielkości łodzi.
Okręty różniły się detalami konstrukcji, jak rozmieszczeniem nawiewników (oprócz czterech nawiewników naokoło każdego z kominów, „Amiral Charner” i „Chanzy” miały także większe nawiewniki między kominami i za nimi). „Chanzy” miał kominy o owalnym przekroju, a pozostałe o okrągłym.

### Uzbrojenie
Uzbrojenie główne stanowiły dwa działa kalibru 194 mm (określane jako 19 cm) Mle 1887, o długości lufy L/45 (45 kalibrów), w pojedynczych wieżach na dziobie i rufie. W przeciwieństwie do "Dupuy de Lôme", od razu otrzymały działa ulepszonego modelu. Kąt ostrzału wież wynosił 292° dla wieży dziobowej i 306° dla rufowej. Artylerię średnią stanowiło 6 dział kalibru 138,6 mm (określanych jako 14 cm) L/45 Mle 1887 lub Mle 1891, w pojedynczych wieżach, po trzy na każdej z burt. Ich kąt ostrzału w poziomie wynosił 160° dla pary dział dziobowych, 176° na śródokręciu i 166° na rufie. Wieże dziobowe i na śródokręciu mogły teoretycznie strzelać na wprost w kierunku dziobu, a rufowe - w kierunku rufy, powodowało to jednak ryzyko uszkodzeń poszycia od podmuchu. Dla zmniejszenia wagi pancerza, wieże były dość ciasne. Wszystkie wieże miały cylindryczną formę i nie były wyważone, wobec czego ich obrót i podnoszenie dział były realizowane tylko hydrauliczne. Wyjątkiem był "Latouche-Treville", na którym po raz po raz pierwszy we francuskiej flocie zastosowano w trakcie budowy wieże elektryczne, konstrukcji inż. Canet, lepiej wyważone, eliptycznego kształtu od góry, z ręcznym podnoszeniem dział i awaryjną możliwością obrotu ręcznego. Wysokość luf nad linią wodną wynosiła 7,19 m dla wieży dziobowej, 6,5 m dla rufowej i 3,9 m dla wież dział 138 mm (na "Latouche-Treville" 20–30 cm wyżej).
Uzbrojenie uzupełniały 4 pojedyncze armaty kalibru 65 mm: dwie po obu burtach na spardeku nadbudówki dziobowej i dwie po bokach pokładu za masztem rufowym, ponadto 4 armaty 47 mm na platformach masztów bojowych i 6 armat rewolwerowych 37 mm na pokładzie górnym i galeryjce admiralskiej na rufie. Zestaw lżejszych armat był później modyfikowany. Krążowniki miały ponadto 4 nadwodne burtowe wysuwane, ruchome wyrzutnie torped, po dwie na burtę, w rejonie dziobowej i rufowej pary wież armat 138,6 mm. Rozmieszczenie wyrzutni przy tym różniło się na poszczególnych okrętach.

### Opancerzenie

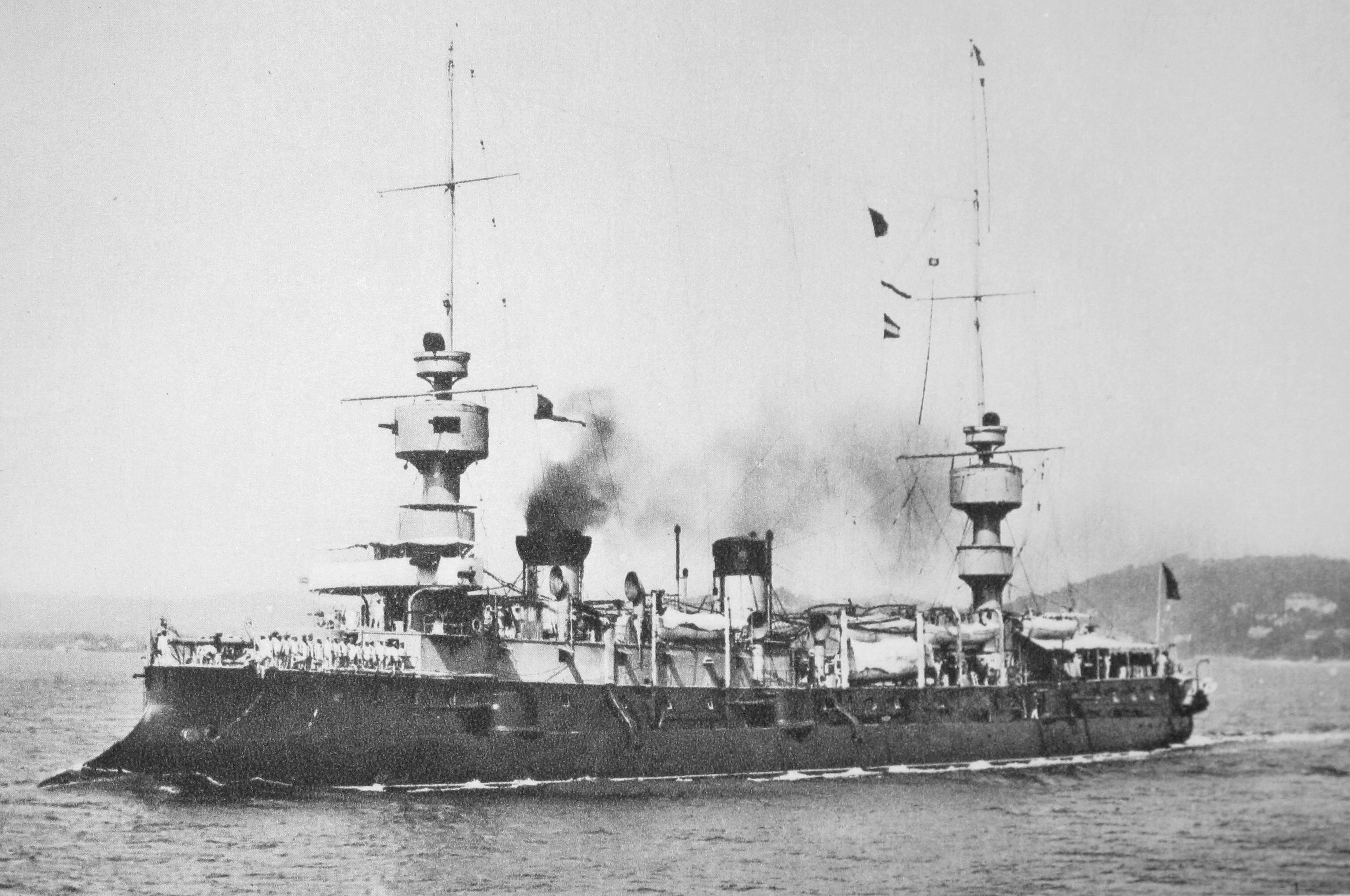
"Bruix" - wygląd pierwotny

Opancerzenie kadłuba obejmowało burtowy pas pancerny na całej jego długości, o grubości 92 mm w środkowej części i 60 mm na dziobie i rufie. Wysokość pasa wynosiła 3,75 m, z tego 1,2 m znajdowało się poniżej konstrukcyjnej linii wodnej. Łączną grubość osłony zwiększało 18-mm poszycie burt (dwie warstwy 9+9 mm) pod pasem. Próbę wzmocnienia ochrony podwodnej stanowił przedział (koferdam) szerokości 1 m za pasem pancernym, w rejonie linii wodnej. Zastosowanie cieńszego pasa, niż na "Dupuy de Lôme", było skompensowane przez grubszy wewnętrzny wypukły pokład pancerny, opancerzony płytami grubości do 40 mm w części środkowej i 50 mm po bokach (łączna grubość 54–64 mm, z poszyciem pokładu 14 mm). Wieże dział miały również pancerz pionowy 92 mm na 18-mm poszyciu. Wieże artylerii głównej miały opancerzenie dachu grubości 40 mm, a wieże dział 138 mm – 20 mm, w obu przypadkach na 10-mm poszyciu. Także szyby amunicyjne pod wieżami artylerii głównej miały pancerz grubości 92 mm na 18-mm poszyciu, natomiast dział 138 mm – 30 mm na 20-mm poszyciu. Słabszym elementem wież były wieżyczki celowniczych na dachu, podlegające jednak szybko ulepszeniu. Wieża dowodzenia miała opancerzenie 110 mm. Pancerz burt ważył 590 t, pokładów - 400 t,  wież - 172 t..

### Napęd
Okręty napędzane były przez dwie poziome trzycylindrowe maszyny parowe potrójnego rozprężania o mocy indykowanej 7400 KM, przy forsowaniu kotłów 8300 KM (jedynie "Bruix" miał nowsze maszyny pionowe). Zastosowano starsze maszyny poziome z uwagi na ich mniejszą wysokość (były one jednak mniej sprawne od maszyn pionowych, z uwagi na trudności z wyważeniem). Parę dostarczało 16 wodnorurkowych kotłów parowych Belleville. Wymagały one staranniejszej obsługi, lecz dzięki podwyższeniu parametrów pary, pozwalały na zmniejszenie masy siłowni. Kotły były umieszczone po cztery w czterech kotłowniach, z tego przednia grupa dwóch kotłowni była oddzielona od tylnej zasobnią węglową i przedziałem mechanizmów hydraulicznych obrotu wież. Za kotłowniami były dwa przedziały maszynowni, przedni z prawoburtową i tylny z lewoburtową maszyną parową (taki liniowy sposób rozmieszczenia przedziałów wywołany był przez małą szerokość kadłuba, lecz był nieco lepszy z punktu widzenia kontroli uszkodzeń okrętu). Przedziały kotłowni i przedniej maszynowni były typowo dla okrętów tego okresu oddzielone od burt zasobniami węglowymi, co w pewnym stopniu zwiększało odporność na wybuchy podwodne.

## Służba w skrócie
Jeden z okrętów, „Chanzy”, zatonął 30 maja 1907 na mieliźnie na wodach chińskich. Pozostałe brały udział w I wojnie światowej, operując na Morzu Śródziemnym.
„Amiral Charner”, „Latouche-Tréville” i „Bruix” brały udział w I wojnie światowej, głównie działając na Morzu Śródziemnym. „Amiral Charner” został 8 lutego 1916 storpedowany przez okręt podwodny U-21 i zatonął z całą załogą, poza jednym człowiekiem. Pozostała dwójka przetrwała wojnę i została wycofana w 1920.